# Namagiri
Namagiri (Sri Namagiri Lakshmi) é uma deusa do hinduísmo venerada principalmente no distrito Namakkal do estado Tamil Nadu do sudeste da Índia. O nome "Namagiri" traduzido do sânscrito para tâmil soa como "Namakkal". Seus devotos a veneram com sendo esposa de Narasimha, uma encarnação avatar de deidade hindu Vishnu. 
Namagiri era a deusa da família do matemático Ramanujan.

## Referência externa
- Sri Namagiri Lakshmi